# Alexander Konysjev
Alexander Konysjev (Verona, 25 juli 1998) is een Italiaans wielrenner.

## Carrière
In 2019 reed Konysjev voor Dimension Data for Qhubeka Continental Team hij won dit jaar de Étoile d'or, aan het eind van het jaar mocht hij stage lopen bij Team Dimension Data. Hij werd prof in 2020 bij Mitchelton-Scott.
Alexander Konysjev is de zoon van de voormalige Russische wielrenner Dmitri Konysjev. In tegenstelling tot zijn vader komt Alexander Konysjev uit voor Italië.

## Overwinningen
2019
Étoile d'or
2025
1e etappe Ronde van Małopolska
Eind- en puntenklassement Ronde van Małopolska

## Resultaten in voornaamste wedstrijden
| Jaar | Ronde van Italië | Ronde van Frankrijk | Ronde van Spanje |
| ---- | ---------------- | ------------------- | ---------------- |
| 2020 |                  |                     |                  |
| 2021 |                  |                     |                  |
| 2022 |                  |                     |                  |
| 2023 | 100e             |                     |                  |

| Jaar | Milaan-San Remo | Gent-Wevelgem | Ronde van Vlaanderen |
| ---- | --------------- | ------------- | -------------------- |
| 2020 | 69e             | 80e           | 76e                  |
| 2021 | 134e            |               |                      |
| 2022 | 114e            | 88e           |                      |
| 2023 |                 |               |                      |

## Ploegen
- 2019 –  Dimension Data for Qhubeka Continental Team
- 2019 –  Team Dimension Data (stagiair per 1 augustus)
- 2020 –  Mitchelton-Scott
- 2021 –  Team BikeExchange
- 2022 –  Team BikeExchange Jayco
- 2023 –  Team Corratec-Selle Italia
- 2024 –  Team Vorarlberg
- 2025 –  Team Vorarlberg

Affini · Albasini · Bauer · Bewley · Bookwalter · Chaves · Durbridge · Edmondson · Grmay · Groves · Haig · Hamilton · Hepburn · Howson · Impey · Juul-Jensen · Konysjev · Meyer · Mezgec · Nieve · Peák · Schultz · Scotson · Smith · Stannard · A. Yates · S. Yates · Zejts
Bauer · Bewley · Bookwalter · Chaves · Colleoni · Durbridge · Edmondson · Grmay · Groves · Hamilton · Hepburn · Howson · Jansen · Juul-Jensen · Kangert · Konysjev · Matthews · Meyer · Mezgec · Nieve · Peák · Schultz · Scotson · Smith · Stannard · Yates · Zejts · Choon (stagiair) · O'Brien (stagiair)
Balmer · Bauer · Bewley · Colleoni · Craddock · Durbridge · Edmondson · Grmay · Groenewegen · Groves · Hamilton · Hepburn · Howson · Jansen · Juul-Jensen · Kangert · Konysjev  · Maas · Matthews · Meyer · Mezgec · O'Brien · Peña · Reinders (vanaf 23/8) · Schultz · Scotson · Smith · Sobrero · Stewart · Yates · Bogusławski (stagiair) · De Pretto (stagiair) · Foldager (stagiair)
Amella · Baldaccini · Barać · Conti · Dalla Valle · Gandin · Iacchi · Konychev · Masotto · Murgano · Olivero · Ponomar (vanaf 10/8) · Quarterman · Quartucci · Stojnić · Stöckli · Tivani · Vacek · van Empel · Viviani · Zambelli · Darbellay (stagiair) · Debons (stagiair) · Tsarenko (stagiair)